# 名探偵コナン 14番目の標的
『名探偵コナン 14番目の標的』（めいたんていコナン 14ばんめのターゲット）は、1998年4月18日に公開された劇場版『名探偵コナン』シリーズの2作目にあたる劇場版アニメである。上映時間は99分。興行収入は18億5000万円、配給収入は10億5000万円。キャッチコピーは「次に狙われるのはだれだ!?」。

## 概要
劇場版シリーズ第2作目。毛利小五郎とその知人が、名前に入っている数字になぞらえて13から1まで次々と標的になる事件が展開される。犯行現場には被害者の数字を表すトランプが残されていく。数字の順番は、目暮十三 (13) → 妃英理 (12) → 阿笠博士 (11) → 辻弘樹 (10) → 旭勝義 (9) → 沢木公平 (8) → 小山内奈々 (7) → 宍戸永明 (6) → 毛利小五郎 (5) → ピーター・フォード (4) → 白鳥任三郎 (3) → 仁科稔 (2) → 工藤新一 (1)。犯人は小五郎に恨みを抱いている村上丈（ジョーカー）とされ、物語が進む。そして、映画のサブタイトルである『14番目の標的』とは誰なのか、という謎が本作の主題となっている。なお、名前に数字の付くメインキャラクターが13から番号順に狙われるというストーリーにするにあたり、目暮警部の名前が13=十三（じゅうぞう）、白鳥刑事の名前が3=任三郎（にんさぶろう）という設定が追加され、以後原作・アニメシリーズでも共通の公式設定となった。また、「2」の人物は当初は服部平次を予定していたが、テレビシリーズに登場して間もないこともあって断念し、平次の登場は見送られた。第7作『迷宮の十字路』で、コナンや小五郎が本作の出来事について言及している。
物語の別軸として、小五郎が刑事を辞めるきっかけとなった事件と毛利夫婦が別居した理由が描かれている。映画シリーズの設定は、原作者とスタッフで原作・アニメ共に矛盾がないように合わせられている。目暮は刑事時代の小五郎を「数々の難事件を迷宮入りにした」と評していたが、本作で射撃の腕前については本物であることが明かされている（実は原作初期でも阿笠博士が「あれでも昔は敏腕刑事じゃった」と語っている）。
テレビシリーズのキャラクターからは妃英理が初登場したほか、彼女の秘書である栗山緑も初登場し、後の劇場版やテレビアニメ、原作にも登場することとなる。なお、英理がエピローグに回想ではない形で登場したのは本作が唯ー。また、次作から高木刑事や佐藤刑事などが登場するため、目暮と行動を共にする部下が白鳥のみであるのも、本作が最後である。
タイトルに「日本語で書いて英語で読む語」が初めて用いられた作品であり、第6作『ベイカー街の亡霊』以降定着している。
アメリカでは2007年11月20日にファニメーションから英語吹き替え版のDVDが販売された。英語名は「Case Closed: The Fourteenth Target」。
1997年からテレビシリーズの主題歌は2023年現在もビーイング所属歌手が担当しており、本作以降も2011年の第15作『沈黙の15分』まで14年間はビーイング所属アーティストが担当していた。

## ストーリー
ある日、公園にてジョギングしていた目暮警部が何者かにボウガンで狙撃される事件が発生。現場には紙で作られた西洋の短剣らしきものが残された。この事件を皮切りに、妃英理や阿笠博士が次々に犯人に狙われる。
コナンはこれらの襲撃事件がトランプの札に倣って名前に「十三」から「一」までが入る人間が順に襲われていることと、その犯行が小五郎に関連した人物を狙っていることを突き止める。捜査線上には仮出所したばかりの村上丈という男が浮上。かつて取り調べから逃げようとした村上が英理を人質にとり、小五郎が拳銃を発砲したが、その弾丸が英理の足をかすめたことがあったという。村上の確保には成功したものの、人質に構わず発砲したことが問題となり、ほどなく小五郎は警察を退職したのであった。蘭はこの事件が両親の別居に至った原因であると考え、父への不信感を抱く。
目暮は「十」のつくプロゴルファー・辻弘樹に事件のことを知らせ、忠告するが、辻はヘリコプターのフライトを止めようとしない。小五郎と目暮の監視下でフライトは行われるが、辻は目の不調を訴え、ヘリは墜落の危機に陥る。その危機を救ったのは、密かに同乗していたコナンだった。
小五郎は「八」の標的たりうる、ソムリエの沢木公平を訪ねる。沢木はオーナー旭勝義の依頼で海洋娯楽施設「アクアクリスタル」に行くのだと語り、旭の中に「九」が入っていることに気付いたコナン達も同行する。
現地に到着した一行は、他の招待客である小山内奈々、仁科稔、宍戸永明、ピーター・フォードと出会う。彼らもそれぞれ名前に「七」、「二」、「六」、「四」の数字を持っていた。そんな中、レストランの倉庫で沢木が狙われる事件が発生。さらに建物に閉じ込められた一同は、海中を漂う旭の遺体を目の当たりにする。一同が脱出口を探していると、建物の電気が落とされ、マニキュアに仕込まれていた夜光塗料を目印に奈々が刺殺されてしまう。この事件でコナンはふとしたことから犯人の特定に成功する。
ところがその時、爆発が起こり海中レストランは水没。脱出を目指す一同だが、蘭だけが浮上してこない。蘭が展示車に足を挟まれたと知ったコナンは、ペットボトルの空気を使って蘭の窮地を救う。蘭と同様に足を挟まれてしまうコナンだったが、蘭の人工呼吸で一命を取り留め、2人で浮上する。レストラン脱出後、コナンは小五郎を眠らせて推理ショーを始め、一連の事件の真犯人として沢木を挙げる。
目暮たちは沢木の逮捕に動くが、彼はアクアクリスタルを崩壊させるために仕掛けた爆弾を爆発させ、衰弱した蘭を人質に取り、白鳥の拳銃をコナンを介して自身に渡すよう要求する。窮地の蘭に拳銃を構えたコナンは、かつて小五郎が英理に発砲した真意を悟り、同じ行動を起こす。コナンの思惑通り沢木は蘭を解放せざるを得なくなり、小五郎達に逮捕される。救急車で搬送される蘭は沢木の持っていたスペードのエースを握りしめ、「新一が守ってくれたのかもしれない」と語るが、それを聞いたコナンは助けられたのは自分であると実感する。
数週間後、英理の家に招かれたコナンと蘭は、かつて小五郎が英理の足を撃った真意を英理自身が知っていた事、怪我を押して作った料理を小五郎が酷評した事が別居の原因である事を英理から聞かされ、英理が極めて料理下手だったことを思い返すのだった。

## 登場人物

### レギュラーキャラクター
江戸川 コナン（えどがわ コナン）
声 - 高山みなみ
本作の主人公。本来の姿は「東の高校生探偵」として名を馳せている工藤新一だが、黒ずくめの組織に飲まされた毒薬・APTX4869の副作用で小学生の姿になっている。
工藤新一として小学5年生の頃に航空博物館で体験したヘリコプターの模擬操縦、ハワイで父・優作に教わった射撃訓練の経験が、今回の事件で大いに役立つことになる。
毛利 蘭（もうり らん）
声 - 山崎和佳奈
本作のヒロイン。新一の幼なじみでガールフレンド。都大会で優勝するほどの空手の達人。
両親の別居の真相を知り、揺れ動くこととなる。なお、本作で初めて、事件の概要を熟知した上で深くかかわっている。
毛利 小五郎（もうり こごろう）
声 - 神谷明
蘭の父親で「眠りの小五郎」の異名で有名な私立探偵。コナンの保護者。元警視庁捜査一課強行犯係の刑事。
本作で「警視庁内でも一、二を争う腕前」と評されたほどの射撃の名手であることが明かされる。一方、高所恐怖症であるため、辻のヘリコプターに同乗させられた時は怯えきっていた。
所轄署の刑事だった10年前の事件や、英理と別居に至った理由が語られる。
工藤 新一（くどう しんいち）
声 - 山口勝平
コナンの本来の姿で高校生探偵。
コナンが新一の声で電話をした際、父を信じられなくなったと嘆く蘭に対し、小五郎が英理を撃ったのは事実でも、それがイコール真実とは限らないのではないかと諭す。
名前に「1」が含まれている事から、蘭は最後の標的にされるのが新一だと推測した。
目暮 十三（めぐれ じゅうぞう）
声 - 茶風林
警視庁刑事部捜査一課強行犯捜査三係の警部。
犯人の標的「十三」として狙われ、ジョギング中にボーガンで右の脇腹を撃たれて負傷するが、数日後に退院して事件の犯人を追う。射撃の腕はいまいち。
本作で初めて下の名前が明かされた。
阿笠 博士（あがさ ひろし）
声 - 緒方賢一
コナンの正体を知る数少ない人物の一人で、発明家。
犯人の標的「十一」として狙われ、玄関のドアのガラスを割られて不用意にドアを開けたところをボーガンで臀部を撃たれて負傷する。
吉田 歩美（よしだ あゆみ）、小嶋 元太（こじま げんた）、円谷 光彦（つぶらや みつひこ）
声 - 岩居由希子（歩美）、高木渉（元太）、大谷育江（光彦）
少年探偵団の3人。
歩美は恋愛の古い隠語である「A」の意味を知っているような節があるが、元太はエビフライのことだと思った。
阿笠が犯人に襲われた際や、辻のヘリコプターが不時着する際にはコナンの指示で行動した。
妃 英理（きさき えり）
声 - 高島雅羅
蘭の母親で小五郎の妻。「法曹界のクィーン」の異名で有名な敏腕弁護士。
10年前の事件で村上に人質に取られた際、村上丈を足止めする目的で小五郎から脚を撃たれていた事が判明し、その事件の直後に別居して法廷で活躍するようになった。10年前の人質事件で負った傷跡が左大腿部に残っている。
犯人の標的「十二」として狙われ、自身の法律事務所に送られてきたジゴバのチョコレートを小五郎のプレゼントだと思い口にしたところ、仕込まれていた毒によって倒れてしまう。ただし、瞬時に毒に気付き、目の前に秘書がいたことから素早く対処できたことが幸いし、命に別条はなく大事にも至らなかった。その後、無事退院し、蘭とコナンに別居理由を明かした。
鈴木 園子（すずき そのこ）
声 - 松井菜桜子
蘭の同級生で親友。鈴木財閥の令嬢で、蘭や新一とは幼馴染でもある。
序盤のみ登場。仁科のようなタイプが好みだと語っている。
白鳥 任三郎（しらとり にんざぶろう）
声 - 塩沢兼人
警視庁刑事部捜査一課のキャリア組刑事で階級は警部補。
前作に引き続き登場し、10年前に起きた小五郎と村上丈の因縁の真相を蘭に教える。
ワインに精通しており、沢木の自宅のワインクーラーやアクアクリスタルのワインセラーに貯蔵されているワインを見て興奮していた。射撃の腕はからきしで、拳銃を構えた時には手が震えていた。
目暮と同じく、本作で初めて下の名前が明かされた。

### オリジナルキャラクター

#### 容疑者
村上 丈（むらかみ じょう）〈35〉
声 - 鈴木英一郎
「ジョーカー」の異名で知られる元トランプ賭博のディーラー。左利き。
10年前、殺人事件を起こして小五郎と目暮に逮捕された。所轄署での取り調べの最中に英理を人質にして逃走を試みるも、小五郎に左肩を撃たれて失敗した。その直後に依願退職した小五郎にとっては、刑事時代に逮捕した最後の犯人である。
逮捕後は模範囚となり、1週間前に刑務所から仮出所している。出所直後に毛利探偵事務所を訪ねたが留守のため面会できず、それ以降行方不明になっている。前述の小五郎との因縁から、一連の事件の犯人として疑われる。
台詞は10年前の回想シーンのみ。
仁科 稔（にしな みのる）〈37〉
声 - 鈴置洋孝
料理エッセイスト。
キザな性格だが女性ファンも多い。最近では「パリのレストラン」などの料理関連の本を書いているが、実際は味音痴でワインに関しても疎く、奈々から笑われる結果となった。大のカナヅチでもある。
エッセイストになる前は犯罪ルポライターとして活動しており、村上の事件を取り上げたことがある。
本来「二」の予定だった服部平次の登場が見送られたことにより制作されたキャラクター。
ピーター・フォード（Peter Ford）〈40〉
声 - アンディ・ホリフィールド
ニュースキャスター。
紳士的な外国人で、片言の日本語を喋っている。報道関係の仕事に携わっている。
陽気で冗談好きだが、率先して脱出口の捜索を手伝ったり、「アクアクリスタル」からの脱出時に子供のコナンを引っ張っていこうとするなど正義感は強い。女遊びが好きらしく、コナン達と英理との食事中に、十和子のクラブで若い女性に囲まれて豪遊する姿を目撃されている。
予告ではワインを飲んだ直後に苦しむシーンが挿入されていたが、実際には毒を盛られたふりをしただけの冗談であった。
劇場版シリーズで、初めて登場した外国人キャラクター。
宍戸 永明（ししど えいめい）〈45〉
声 - 内海賢二
有名なカメラマン。
豪快な性格で、コナンを「小僧」と呼び嫌がられている。職業柄冷徹に見られることもあるが度量は大きく、泳げない仁科を率先して救護したり、少年探偵団にファンサービスをして喜ばせたりしている。村上とは過去に面識があり、写真集「殺人犯の肖像」で彼を撮影した事がある。
小山内 奈々（おさない なな）〈21〉
声 - 岡本麻弥
ファッションモデル。
一行と同じく旭勝義からの招待を受けており、フランス製の高級なマニキュアも一緒にプレゼントされている。
高飛車な性格であることに加え、車の運転も荒っぽい。3ヶ月前に前方不注意が原因でバイクを転倒させる事故を起こしており、それが村上から狙われる原因かもしれないと考えている。宍戸とは顔見知りであり、彼を「先生」と呼んでいる。
劇場版シリーズでは、前作『時計じかけの摩天楼』のプロローグを除き、最初に名前が与えられた最初の女性キャラクターであると同時に、殺害された女性キャラクター。
沢木 公平（さわき こうへい）〈36〉
声 - 中尾隆聖
フランス料理店「ラ・フルール」のソムリエ。
小五郎や英理の古くからの友人。温和で紳士的な性格をしているが、ワインに関する知識と情熱は凄まじい。
奈々が持参したワインの銘柄をすぐに当てるなどソムリエとしての実力は一流で、いつか自分の店を開くことを目標にしている。趣味はワイン収集で、自宅のワインセラーには宝物のシャトー・ペトリュスなど高級ワインを数多く所持している。実家は山梨県で果樹園を経営しており、その一人息子。ワインセラーに数百本のワインが貯蔵されている。
旭からレストランの経営を打診され、コナン一行と「アクアクリスタル」を訪れる。ワインセラーで犯人の仕掛けたブービートラップに引っ掛かりボーガンで狙われるが、トラップに気付いたコナンの声で間一髪矢を避けた。
旭 勝義（あさひ かつよし）〈61〉
声 - なし
実業家。海洋娯楽施設「アクアクリスタル」のオーナー。
都内にある十数件のレストランの経営に携わっている。小五郎にはペットのネコ探しを依頼したことがあるが、知り合いというほどの付き合いではない。
高級ワインのコレクションが趣味で、ワイン好きの白鳥が舌を巻くほどの希少ワインを取り揃えているが、沢木に管理の杜撰さを指摘されている。コナン達が「アクアクリスタル」を訪れた後も、一度も登場しなかった。
劇場版シリーズで『時計じかけの摩天楼』のプロローグを除き、最初に殺害されたキャラクター。
辻 弘樹（つじ ひろき）〈36〉
声 - 谷口節
プロゴルファー。
小五郎とはプロ・アマゴルフの時に知り合い、その時に彼にサイン付きの写真を贈っている。ヘリコプターの操縦免許を取得しており、所有する自家用機で休日によく飛行している。車を運転したり、ヘリを操縦したりする時には目薬を指す習慣がある。
犯人の標的「十」の可能性があることから、警察に飛行を中止するよう要請されるが断り、小五郎と目暮を搭乗させて飛行を開始してしまう。だが、米花町上空を飛行中に目の異常を訴え、ヘリは墜落の危機を迎えるが、辻を守るべくこっそり搭乗していたコナンの活躍により無事に不時着させて脱出することができた。その後の検査で、ビタミン剤から虹彩炎用の散瞳剤にすり替えられていた目薬をさして瞳孔が開いたことが判明し、出場予定の全米オープンをキャンセルすることになってしまった。

#### 法曹関係者
秘書
声 - 百々麻子
妃法律事務所に所属する弁護士で、英理の秘書。
英理に挨拶をした際に、胸に付けていたブローチを褒められとても喜んでいた。
名前が判明するのは『瞳の中の暗殺者』。その後、原作・テレビアニメにも登場するようになった。

#### 病院関係者
医者
声 - 千葉一伸
東都大学院の医師。
毒入りチョコレートを食べてしまい病院に搬送された英理の治療をした。

#### メディア関係者
レポーター
声 - 永島由子
海洋娯楽施設「アクアクリスタル」のオープンに伴い、旭に取材をしていた女性レポーター。

#### ラ・フルール
辻の彼女
声 - 海原やすよ・ともこ
辻が仏料理店「ラ・フルール」に連れてきた女性二人組。
海原やすよ・ともこは、前作の2丁拳銃に続く芸人のゲスト出演である。

#### 十和子
岡野 十和子（おかの とわこ）〈32〉
声 - 一城みゆ希
銀座の高級クラブ「十和子」のママ。
小五郎が店の常連であり、名前に「10」（岡野十和子）が入っているということで警察にマークされていたが、事件とは無関係であった。

## スタッフ
- 原作 - 青山剛昌
- 監督 - こだま兼嗣
- 脚本 - 古内一成
- 絵コンテ - 佐藤真人、松園公、こだま兼嗣
- 演出 - 佐藤真人
- キャラクターデザイン・総作画監督 - 須藤昌朋
- デザインワークス - 石野聡、土肥まさこ、森木靖泰、宍戸久美子
- 作画監督 - 石野聡、糸島雅彦、牟田清司、宍戸久美子、兵頭敬、清水義浩、星名靖男
- 美術監督 - 渋谷幸弘
- 色彩設計 - 村上智美
- 撮影監督 - 野村隆
- 編集 - 岡田輝満
- 音響監督 - 小林克良
- 音響効果 - 横山正和
- 音楽 - 大野克夫
- ストーリーエディター - 飯岡順一
- プロデューサー - 諏訪道彦、吉岡昌仁
- アニメーション制作 - キョクイチ東京ムービー
- 製作 - 「名探偵コナン」製作委員会（小学館、読売テレビ放送、小学館プロダクション、 ポリグラム 、東宝、キョクイチ）
- 配給 - 東宝

## 製作
どのような話にするかを原作者の青山剛昌とスタッフらで話し合う中、プロデューサーの諏訪道彦がワインに凝り始めていたことがきっかけで、ワインを題材にすることが決定。そこに「新しいものを取り入れたい」ということから、当時はまだ完成してなかった東京湾アクアラインを舞台とすることが決まったという。
青山は、トランプのトリックに加え、毛利小五郎が警察を辞める原因となった事件と小五郎と妃英理の別居理由となるエピソードを考案・担当している。
本作も、青山が一部の原画を担当。最後に拳銃を構えるコナンと新一の場面を描いたほか、蘭とコナンの水中のキスシーンの修正も担当した。
犯人が剣を抜く際にその顔が写る場面があるが、これは総作画監督の須藤昌朋のアイデアだという。
製作時、レインボーブリッジでロケ取材を行っている。管理会社へ許可を申請した際、担当者から「（劇中で）レインボーブリッジをこわさないですよね」と聞かれたため「そんなことはしません」と吉岡昌仁が返したところ「良かった〜。ゴジラでは壊されたんで」と笑いながら言われたという。また、取材はエクセル航空でも行っている。

## テレビ放映
| 回数 | 放送枠           | 放送形態 | 放送日        | 放送時間      | 放送分数 | 平均世帯 視聴率 | 備考                         |
| ---- | ---------------- | -------- | ------------- | ------------- | -------- | --------------- | ---------------------------- |
| 1    | 通常拡大枠       |          | 1999年3月22日 | 19:00 - 20:54 | 114分    | 21.2％          |                              |
| 2    | 通常拡大枠       |          | 2002年9月1日  | 19:00 - 20:54 | 114分    |                 |                              |
| 3    | 金曜ロードSHOW!  |          | 2014年2月7日  | 21:00 - 22:54 | 114分    | 16.0%           | デジタルリマスター版を放送。 |
| 4    | 金曜ロードショー |          | 2025年4月4日  | 21:00 - 22:54 | 114分    | 7.6%            |                              |

## 音楽

### 主題歌
ZARD「少女の頃に戻ったみたいに」
作詞 - 坂井泉水 / 作曲 - 大野愛果 / 編曲 - 池田大介

### 挿入歌
「KIZUNA」
作詞 - 有森聡美 / 作曲・編曲 - 大野克夫 / 歌 - 伊織
「キミがいれば」
作詞 - 高柳恋 / 作曲・編曲 - 大野克夫 / 歌 - 伊織

### サウンドトラック
「名探偵コナン メイン・テーマ(標的ヴァージョン)」の演奏は、高中正義（リードギター）と、吉田建（ベース）、斉藤ノブ（パーカッション）が担当している。その他に、T-SQUAREの伊東たけし（「コナンが通る」「アクアクリスタル」「アクアクリスタル内へ」「挫折」）や、カシオペアの桜井哲夫（「アクアクリスタル」「アクアクリスタル内へ」）、柳ジョージ（「KIZUNA(ヴォーカル ヴァージョン)」）が参加している。前作「時計仕掛けの摩天楼」ではTVシリーズの楽曲「対決のテーマ」「捜査開始」「西の名探偵」「昼下がりの天使たち」「想い出」のリアレンジ楽曲が収録されたの逆に今作は新曲が殆どとなっている。
TVシリーズでは9月21日放送の第118話（1時間スペシャル）『浪速の連続殺人事件』から汎用開始。本作以降劇場版劇伴のTVシリーズへの流用は公開から半年過ぎた時期からの汎用となり、収録曲の一つである「スペードのエース」は公開後しばらくの間、一部テレビシリーズのエピソードで劇伴として一時期用いられた。また、「ターゲット サスペンス」シリーズや「犯人の謎」などの楽曲は長期にわたりテレビシリーズの劇伴として使われていた。

#### 収録曲
1. 名探偵コナン メイン・テーマ (標的ヴァージョン)
2. 恋のトランプゲーム占い
3. 母への想い
4. ワインをのんで
5. ターゲット サスペンスA
6. ターゲット サスペンスB
7. ターゲット サスペンスC
8. ターゲット サスペンスD
9. コナンの大作戦1
10. コナンが通る
11. カード賭博のボス
12. ターゲット サスペンスE
13. 絆
14. 犯人の謎
15. 次のターゲット!
16. 何かが起きる…
17. トリック
18. アクアクリスタル
19. アクアクリスタル内へ
20. ターゲット サスペンスF
21. ターゲット サスペンスG
22. ターゲット サスペンスH
23. ターゲット サスペンスI
24. ターゲット サスペンスJ
25. 犯人の目星
26. 迫り来る危機
27. コナンの大作戦2
28. 真相究明
29. 謎の解明 (ターゲット サスペンスK)
30. スペードのエース
31. 挫折
32. 殺意
33. 一触即発
34. Aの予感
35. 別居の真相
36. KIZUNA (ヴォーカル ヴァージョン)

## 映像ソフト化
- VHS - 1999年4月14日発売[15]
- DVD - 2001年3月28日発売[16]（廉価版・2011年2月25日発売[17]、英語版・2007年11月20日発売[18]）
- BD - 2011年6月24日発売[19]（廉価版・2018年12月7日発売[20]。）

## 関連本